# Peter Weingart

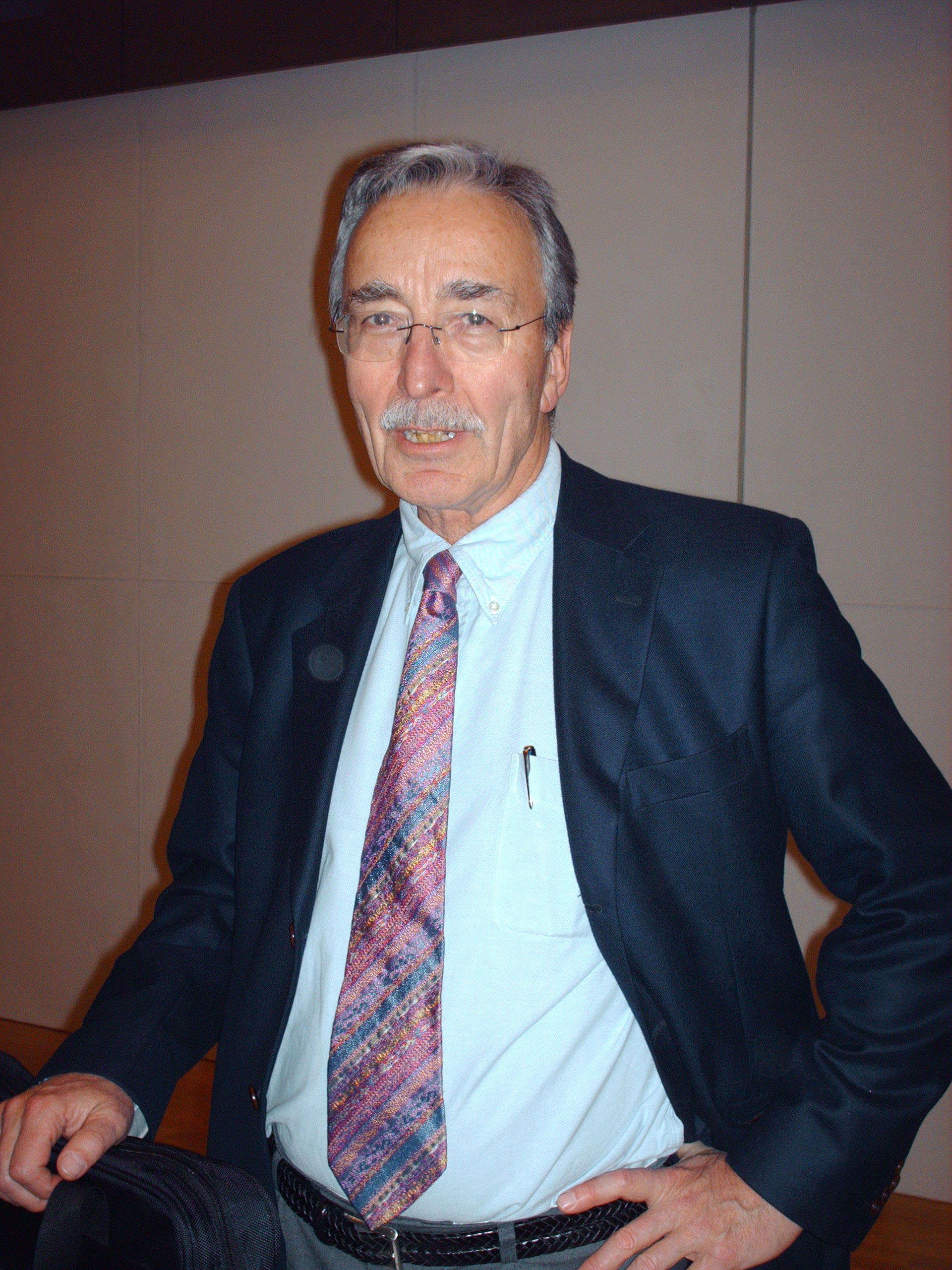
Peter Weingart, 2008

Peter Weingart (* 5. Juni 1941 in Marburg) ist ein deutscher Soziologe und war Professor an der Universität Bielefeld.

## Bildungsbiographie
Peter Weingart studierte 1961 bis 1967 Soziologie, Volkswirtschaftslehre, Betriebswirtschaftslehre und Staatsrecht an der Albert-Ludwigs-Universität Freiburg und an der Freien Universität Berlin, mit dem Diplomabschluss in Soziologie. Im Anschluss war er bis 1968 University Fellow an der Princeton University in New Jersey, USA. Ein Jahr später, 1969, wurde er an der Freien Universität Berlin bei Otto Stammer zum Dr. rer. pol. promoviert. Das Thema der Dissertation war Die amerikanische Wissenschaftslobby. Zum sozialen und politischen Wandel des Wissenschaftssystems im Prozess der Forschungsplanung.

## Berufstätigkeit
Weingart arbeitete zwischen 1967 und 1969 als Assistent an der Wirtschafts- und Sozialwissenschaftlichen Fakultät der Freien Universität Berlin. Von 1969 bis 1971 war er Wissenschaftlicher Referent am Wirtschaftswissenschaftlichen Institut der Gewerkschaften in Düsseldorf und danach bis 1974 Geschäftsführer des Universitätsschwerpunkts Wissenschaftsforschung an der Universität Bielefeld.
Seit 1973 lehrt Weingart als Professor im Fach Soziologie mit dem Schwerpunkt Wissenschaftssoziologie und Wissenschaftsplanung an der Universität Bielefeld, an der er seit 1981 eine C4-Professur bekleidet. 1983 bis 1984 war er Fellow am Wissenschaftskolleg zu Berlin und 1984 bis 1985 Visiting Scholar an der Harvard University. Von 1989 bis 1994 leitete er als Geschäftsführender Direktor das Zentrum für interdisziplinäre Forschung (ZiF) an der Universität Bielefeld.
Von 1993 bis zu seiner Emeritierung 2009 war Peter Weingart Direktor des Instituts für Wissenschafts- und Technikforschung an der Universität Bielefeld. Seit 2015 hielt Weingart den „South African Research Chair in Science communication“ an der Universität Stellenbosch inne.

## Sonstige Aktivitäten
Peter Weingart ist Mitglied der Berlin-Brandenburgischen Akademie der Wissenschaften, der Deutschen Akademie der Technikwissenschaften (Acatech) und im Wissenschaftlichen Beirat des Hanse-Wissenschaftskolleg (HWK) im Bereich Sozialwissenschaften und Sozialpolitik.
Er war Mitherausgeber der Zeitschriften Scientometrics von 1981 bis 1995 und Minerva von 1995 bis 1999 sowie des International Journal of Sociology and Social Policy. Seit 2007 fungiert er als Herausgeber von Minerva. Er ist geschäftsführender Herausgeber des Yearbook Sociology of the Sciences und redaktioneller Berater des Suhrkamp Verlages für den Bereich Wissenschaftsforschung.

## Veröffentlichungen
- mit Susanne Koch: The Delusion of Knowledge Transfer: The Impact of Foreign Aid Experts on Policy-making in South Africa and Tanzania. African Minds: Cape Town 2016. ISBN 978-1-928331-39-1
- Was ist gesellschaftlich relevante Wissenschaft? In: Keine Wissenschaft für sich: Essays zur gesellschaftlichen Relevanz von Forschung, Annette Schavan (Hrsg.), edition Körber-Stiftung, 2008, ISBN 978-3-89684-124-7
- mit Justus Lentsch: Wissen Beraten Entscheiden. Form und Funktion wissenschaftlicher Politikberatung in Deutschland. Weilerswist 2008. ISBN 3-938808-51-9
- mit Niels C. Taubert (Hrsg.): Das Wissensministerium. Ein halbes Jahrhundert Forschungs- und Bildungspolitik in Deutschland. Weilerswist 2006. ISBN 3-938808-18-7
- mit Mark B. Brown und Justus Lentsch (Hrsg.): Politikberatung und Parlament, Opladen 2006, ISBN 3-938094-00-1
- Die Wissenschaft der Öffentlichkeit. Essays zum Verhältnis von Wissenschaft, Medien und Öffentlichkeit. Weilerswist 2005, ISBN 3-934730-03-5
- als Hrsg.: Wissenschaftssoziologie I. Wissenschaftliche Entwicklung als sozialer Prozeß. Ein Reader mit einer kritischen Einleitung des Herausgebers. Frankfurt am Main 1972
- Wissenschaftssoziologie. Bielefeld 2003, ISBN 3-933127-37-8
- mit Anita Engels und Petra Pansegrau: Von der Hypothese zur Katastrophe – Der anthropogene Klimawandel im Diskurs zwischen Wissenschaft, Politik und Massenmedien. VS Verlag für Sozialwissenschaften, 2012, ISBN 978-3-8100-3449-6
- Die Stunde der Wahrheit? Zum Verhältnis der Wissenschaft zu Politik, Wirtschaft und Medien in der Wissensgesellschaft. Weilerswist 2001, ISBN 3-934730-29-9
- mit Jürgen Kroll und Kurt Bayertz: Rasse, Blut und Gene. Geschichte der Eugenik und Rassenhygiene in Deutschland. Frankfurt am Main 1988, 4. TB-Auflage 2006, ISBN 3-518-28622-6
- als Hrsg.: Grenzüberschreitungen in der Wissenschaft = Crossing boundaries in science. Baden-Baden 1995, ISBN 3-7890-4009-6.